# Kanton Corbigny
Corbigny is een kanton van het Franse departement Nièvre. Het kanton maakt deel uit van het arrondissement Clamecy.

## Gemeenten
Het kanton Corbigny omvatte tot 2014 de volgende 15 gemeenten:
- Anthien
- Cervon
- Chaumot
- Chitry-les-Mines
- La Collancelle
- Corbigny (hoofdplaats)
- Epiry
- Gâcogne
- Magny-Lormes
- Marigny-sur-Yonne
- Mhère
- Mouron-sur-Yonne
- Pazy
- Sardy-lès-Épiry
- Vauclaix

Ingevolge de herindeling van de kantons bij decreet van 18 februari 2014 met uitwerking op 22 maart 2015 werden 32 gemeenten aan het kanton toegevoegd.

Op 1 januari 2016 werden de gemeenten Dompierre-sur-Héry en Michaugues toegevoegd aan de gemeente Beaulieu om de fusiegemeente (commune nouvelle) Beaulieu te vormen.
Sindsdien zijn de toegevoegde gemeenten de volgende 30:
- Asnan
- Authiou
- Bazoches
- Beaulieu
- Beuvron
- Brassy
- Brinon-sur-Beuvron
- Bussy-la-Pesle
- Chalaux
- Challement
- Champallement
- Chazeuil
- Chevannes-Changy
- Corvol-d'Embernard
- Dun-les-Places
- Empury
- Germenay
- Grenois
- Guipy
- Héry
- Lormes
- Marigny-l'Église
- Moraches
- Neuilly
- Pouques-Lormes
- Saint-André-en-Morvan
- Saint-Martin-du-Puy
- Saint-Révérien
- Taconnay
- Vitry-Laché